# 오픈도어
오픈도어(Open Doors)는 네덜란드의 선교학자인 브라더 앤드루(Brother Andrew)가 1955년에 만든 복음주의 선교단체다. 앤드루와 그의 친구들은 옛 동유럽 사회주의 국가들의 교회들에게 성서를 전달하는 것을 시작으로 전도를 시작하였다. 현재도 기독교가 소수이거나, 박해받는 지역(이슬람지역, 사회주의 지역) 또는 개신교가 박해나 차별받는 지역(중남미, 레바논)에서의 활동을 하고 있다. 오픈도어 한국지부는 오픈도어가 2005년 5백 40만권이상의 성서, 어린이 성서, 성서해설서, 기독교 단행본들을 박해지역에 전달했다고 소식지 《Opendoors》2006년 3월호에서 발표했다.

## 활동
- 성서보급등의 문서선교
- 신학교육
- 박해지역의 그리스도인들을 위한 재정과 장비지원
- 박해받는 지역을 위한 기도

## 활동지역
- 중남미지역(멕시코, 콜롬비아, 페루)
- 사회주의 국가(중화인민공화국, 조선민주주의인민공화국, 베트남, 라오스, 쿠바)
- 이슬람 국가(중동, 북아프리카, 중앙아시아, 동남아시아)

## 같이 보기
- 반기독교주의
- 인터내셔널 크리스천 컨선
- 종교 박해